# Општи избори у Републици Српској 2010.
Општи избори у Републици Српској 2010. одржани су 3. октобра као дио општих избора у БиХ. Обухватили су сљедеће изборе:
- за предсједника Републике Српске,
- за Народну скупштину Републике Српске,
- за српског члана Предсједништва Босне и Херцеговине и
- за Представнички дом Парламентарне скупштине Босне и Херцеговине.

Право гласа је имало 1.194.622 бирача, од којих је на изборе изашло 671.296 или 56,19%.